# Robbie Rivera
Robbie Rivera, pseudonimo di Roberto Louis Rivera (San Juan, 7 agosto 1973), è un disc jockey, producer e remixer di musica house statunitense.
Possiede inoltre una propria casa discografica, la Juicy Records.

## Biografia
Robbie cresce in Porto Rico, ascoltando musica freestyle e eurobeat. Come un comune DJ, comincia a suonare a matrimoni e feste scolastiche e studia le varie produzioni musicali. In quegli anni compone la sua prima traccia Sorulla che diviene popolare a New York e Miami dove inizia la sua prolifica carriera.

## Discografia

### Singles e EP
- 1996 - These Are The Sounds In The House!
- 1997 - I Wanna Feel It Deeper
- 1998 - Getting Down With The Sax
- 1998 - I Wanna See You Groovin'
- 1998 - Funking & Grooving
- 1998 - Attention
- 1998 - Enough Is Enough
- 1998 - Intense / Feel This
- 1998 - The Kings of Tribal
- 1998 - Key Of life
- 1998 - Not Just A Dub
- 1998 - Nothing To Offer
- 1998 - The Ultimate Disco Groove
- 1998 - There's Some Disco Fans In Here Tonight
- 1999 - Bringing It Down
- 1999 - Clap Your Hands
- 1999 - Club Wash
- 1999 - D-Monsta
- 1999 - Listen Up
- 1999 - First The Groove
- 1999 - French Fries From Miami Beach
- 1999 - High Energy
- 1999 - It's A Feeling Now
- 1999 - It's Midnight
- 1999 - Relax
- 1999 - Saxmania
- 1999 - Sunny South
- 1999 - The Frenzy
- 1999 - The Music Makers
- 1999 - The Soul Bandit
- 1999 - Rainforest 1999
- 1999 - The Real Sound
- 1999 - Tough Enough
- 2000 - Bang
- 2000 - Do You Believe / I'm The Music Tonite
- 2000 - Fallin
- 2000 - I Can't Take It
- 2000 - I'm The Music Tonite
- 2000 - The One
- 2001 - Feel This
- 2001 - Funk-A-Tron
- 2001 - In The Distance
- 2002 - Burning
- 2002 - Hypnotize
- 2002 - Let's Get Together
- 2002 - Sex
- 2002 - Sound Xpress / Congos
- 2002 - Super Drum
- 2002 - The Hum Melody
- 2002 - Trippin
- 2003 - All That I Like
- 2003 - Bringing It Down
- 2003 - Girlfriend
- 2003 - Gonna Let The Music Move You Around
- 2003 - Got To Let You Know
- 2003 - I Want More
- 2003 - Insanity
- 2003 - The Bang
- 2003 - Vertigo
- 2003 - Sound The Horn
- 2004 - Blah Blah Blah
- 2004 - Funk-A-Faction
- 2004 - Liar
- 2004 - Which Way You're Going?
- 2004 - Uptown Girls / Do You Want More?
- 2005 - One Eye Shut
- 2005 - Right Here
- 2006 - Bizarre Love Triangle
- 2006 - Escape
- 2006 - Float Away
- 2006 - Superstar
- 2006 - The Dubai Track
- 2006 - Your Mistake
- 2007 - Aye Aye Aye
- 2007 - Bring Back The Underground
- 2007 - Rock It
- 2007 - Move Move
- 2007 - No Nobody
- 2008 - Back To Zero
- 2008 - Batucada (ft. Dj Dero e Montero)
- 2008 - In Too Deep
- 2008 - Star Quality
- 2010 - Departures (ft. Lizzie Curious)
- 2012 - Dance Or Die